# Luca Locher
Luca Locher (* 21. November 1999) ist ein ehemaliger Schweizer Unihockeyspieler, der beim Nationalliga-A-Verein HC Rychenberg Winterthur unter Vertrag stand.

## Karriere
Locher debütierte 2017 in der Nationalliga A für den UHC Alligator Malans. Zur Saison 2018/19 wechselte Locher in den Nachwuchs des HC Rychenberg Winterthur, wo er noch im gleichen Jahr sein Debüt für die erste Mannschaft gab. Im April 2023 gab er seinen Rücktritt vom Leistungssport bekannt und beendete seine aktive Karriere.

## Privates
Locher studiert seit September 2018 an der Universität Zürich, wo er nebenbei auch am Institut für Banking und Finance arbeitet.